# レイリー・ジーンズの法則

温度 8 mK の黒体から輻射される電磁波の分光放射輝度 I(ν,T)=c/4π u(ν,T) をヴィーンの公式、プランクの公式、レイリー・ジーンズの公式で比較した図。プランクの公式が全振動数領域で正しいのに対し、レイリー・ジーンズの公式は低振動数領域でのみ、近似的に成り立つ。

レイリー・ジーンズの法則（レイリー・ジーンズのほうそく、英: Rayleigh–Jeans Law）は、黒体輻射におけるエネルギー密度の理論式の1つである。レイリー・ジーンズの公式とも呼ばれ、イギリスの物理学者であるレイリー卿とジェームズ・ジーンズに因む。レイリー・ジーンズの公式は黒体から熱放射される電磁波、すなわち輻射場のある温度におけるエネルギー密度のスペクトル分布を与える。輻射場を一次元調和振動子の集まりとして扱い、古典統計力学を適用することで導かれる。この公式が適用できるのは長波長（低振動数）の限られたスペクトル領域のみであり、不完全な理論式である。全スペクトル領域で成り立つ完全な理論式は、量子論に基づくプランクの公式によって与えられる。しかしながら、レイリー・ジーンズの公式は古典物理学の限界を浮き彫りにし、輻射の理論や現代物理学の発展に重要な役割を果たした。

## 背景
溶鉱炉で熱した鉄が光を放射するように、物質を高温にしていくと物質原子から電磁波の熱輻射が生じる。逆に輻射された電磁波（輻射場）を受けた物質は、電磁波を吸収し、エネルギーは物質原子の熱運動に変わる。キルヒホッフの法則によれば、輻射場と熱平衡状態にある物質の輻射能と吸収能の比は、物質によらず、振動数と温度のみに依存する普遍的な関数となる。これは特に黒体輻射の場合と一致する。また、この関数は分光放射輝度であり、輻射場のエネルギー密度に比例する。黒体はすべての振動数の電磁波を完全に吸収する理想的な物体であるが、黒体輻射は空洞炉内での熱輻射（空洞輻射）の形で実現できる。空洞炉内で輻射場は壁の物質からの放射と吸収を通じて、熱平衡状態になる。

## 理論
空洞炉内での輻射場が温度 T の熱平衡状態にあるとする。振動数が ν から ν+dνの間にある輻射場の単位体積あたりのエネルギー密度を u(ν,T)dν とすると、レイリー・ジーンズの公式は、
{\displaystyle u(\nu ,T)={\frac {8\pi \nu ^{2}kT}{c^{3}}}}
と表される。ここで、k は ボルツマン定数、c は 光速である。振動数 ν と波長 λ の関係 λ=c/ν から、
波長が λ から λ+dλ の間にある輻射場の単位体積あたりのエネルギー密度を u(λ,T)dλ とすると、レイリー・ジーンズの公式は
{\displaystyle u(\lambda ,T)={\frac {8\pi kT}{\lambda ^{4}}}}
と表すこともできる。
この式は
- 輻射場は空洞炉の壁の物質と熱平衡にある電磁波（光）であり、波として振る舞う
- 電磁波の全てのモードに対してエネルギー等配分の法則が成り立つ

という2つの古典物理学的な仮定から導出される。しかし、上式は振動数が低い（波長が長い）領域では実験と良く一致するが、振動数が高く（波長が短く）なればなるほど実験結果とズレが大きくなる。また、放射の全エネルギー密度
{\displaystyle \int _{0}^{\infty }u(\nu ,T)d\nu \left(=\int _{0}^{\infty }u(\lambda ,T)d\lambda \right)}
を計算しようとすると発散して無限大になってしまう。このことは、黒体放射の問題に対して古典物理学が破綻することを端的に示している。

## 歴史
レイリー・ジーンズの法則は、レイリー卿が1900年に最初に発表した。
レイリーは、1900年に『完全輻射の法則についての注意』と題する2ページの短い論文の中で、レイリー・ジーンズの公式の原型となる式を提案した。この中で、ヴィーンの公式が、長波長、高温の領域では温度が上昇しても u(λ,T) が一定の極限値に近づき、それ以上は増加しない問題を指摘した。レイリーは空気の振動である音との類似性から、振動数 ν と ν+dν の間にある輻射場の振動子のモード数が ν2dν に比例するとした。さらに振動子の各モードにマクスウェル＝ボルツマンらによるエネルギー等分配則を適用することで
{\displaystyle u(\nu ,T)d\nu \varpropto T\nu ^{2}d\nu }
もしくは波長で表した
{\displaystyle u(\lambda ,T)d\lambda \varpropto {\frac {T}{\lambda ^{4}}}d\lambda }
という結果を得た。また、明確な根拠を示さずに指数因子を加えた
{\displaystyle u(\lambda ,T)d\lambda \varpropto {\frac {T}{\lambda ^{4}}}e^{-{\frac {c}{\lambda T}}}d\lambda }
を提案している。これはヴィーンの公式で λ−5 の項をλ−4T に置き換えた修正に相当する。但し、これらの結果については、具体的な比例係数を求めておらず、議論も不完全なものであった。その後、1905年にレイリーは係数まで含めた形で導出を行ったが、係数が正しい結果と8倍違っていた。同年、ジェームズ・ジーンズが係数に誤りがあることを指摘した。1905年、レイリーは論文『気体とエーテルの力学理論』において、レイリー・ジーンズの公式の係数の具体的な導出を行った。彼は電磁波を伝播させる媒質として考えられていたエーテルの振動について考察し、弦の振動との類似性から波長 λ の持つ振動のモード数を計算した。そして、これらのモードにエネルギー等分配則を適用することで、結果として係数に8倍の誤りを含んでいたものの、レイリー・ジーンズの公式を得た。
レイリー・ジーンズの法則は、波長が短いときに実験結果と合わない。逆に、ヴィーンの公式（1896年）は波長が短いときに実験と一致するが長波長領域では実験と合わない。ヴィーンの公式を改良したプランクの公式（1900年）
{\displaystyle u(\lambda ,T)={\frac {8\pi hc}{\lambda ^{5}}}~{\frac {1}{e^{hc/\lambda kT}-1}}}
は、波長が短いときも長いときも実験結果とよく合う。ここで h は プランク定数、c は光速度である。また、放射の全エネルギー密度も有限の値になる。
プランクの公式は、波長の長い時、または高温の時レイリー・ジーンズの式に近づく。
1905年、アルベルト・アインシュタインは『光の生成と変換に関する、ひとつの発見法的観点について』と題した論文で、プランクの公式についての議論を行い、別の方法でレイリー・ジーンズの公式を導いた。プランクは輻射場と熱平衡状態にある荷電共鳴子（ヘルツの共鳴子）についてのエントロピーの議論からプランクの公式を導いていたが、共鳴子の平均エネルギーEνと輻射場のエネルギー密度の間には、
{\displaystyle {\overline {E_{\nu }}}={\frac {c^{3}}{8\pi \nu ^{2}}}u(\nu ,T)}
の関係が成りたつ。アインシュタインはこの共鳴子について、エネルギー等分配則を適用することでレイリー・ジーンズの公式が得られることを示した。また、レイリー・ジーンズの公式では、振動数について積分した全エネルギー密度が無限大になることを指摘した。

## 導出
電荷や電流が分布しない真空中では、電磁場は無限個の一次元調和振動子の集まりとして扱える。この調和振動子の集団が温度 T の熱平衡状態にあるとき、古典統計力学を適用するとレイリー・ジーンズの法則が導かれる。古典統計力学のエネルギー等分配則によれば、振動数 ν の一次元調和振動子のエネルギー εν の熱平均は、
{\displaystyle \langle \epsilon _{\nu }\rangle =kT}
で与えられる。したがって、振動数が ν ∼ν+dν にある電磁波のモード数を求め、それに kT を乗じれば、考えている空間全体での振動数が ν ∼ν+dν にある輻射場のエネルギーとなる。これを空間の単位体積当たりに直せば、エネルギー密度となる。
振動数が ν から ν+dν の間にある電磁波の単位体積あたりのモード数は、モード密度 m(ν) によって、m(ν)dν で与えられる。したがって、振動数が ν から ν+dν の間にある輻射場のエネルギー密度は、振動数 ν の振動子の平均エネルギー〈εν〉=kT と単位体積あたりのモード数 m(ν)dν の積により
{\displaystyle u(\nu ,T)d\nu =m(\nu )\langle \epsilon _{\nu }\rangle d\nu =m(\nu )kTd\nu }
と表される。電磁波の波数の取りうる条件と、電磁波が横波で偏光の2自由度が存在することを考慮すると、モード密度は
{\displaystyle m(\nu )={\frac {8\pi \nu ^{2}}{c^{3}}}}
となる。その結果、
{\displaystyle u(\nu ,T)d\nu ={\frac {8\pi \nu ^{2}}{c^{3}}}kTd\nu }
が得られる。
しかしながら、古典統計力学を適用するアプローチは正しくない。無限個の振動子が kT のエネルギーを持つため、振動数について、全振動数の領域 ν=0∼∞ について積分すると発散する。すなわち、紫外破綻の問題が生じる原因となっている。

## 紫外破綻
u(ν,T) を全振動数（または u(λ,T) を全波長）の領域に亘って積分すれば、輻射場の全エネルギー密度を求めることができる。レイリー・ジーンズの法則に基づけば、
{\displaystyle {\begin{aligned}{\frac {U}{V}}&=\int _{0}^{\infty }u(\nu ,T)d\nu ={\frac {8\pi kT}{c^{3}}}\int _{0}^{\infty }\nu ^{2}d\nu \\&=\infty \quad (T\neq 0)\end{aligned}}}

分光放射輝度I(λ,T)=c/4π u(λ,T)をレイリー・ジーンズの公式とプランクの公式で比較した結果。黒線が古典物理学から導出されるレイリー・ジーンズの公式、それ以外がプランクの公式である。なお、可視光領域には波長に対応する色を重ね書きしている。短波長領域でレイリー・ジーンズの公式は無限大に発散し、特に紫外領域（UV）で顕著である。

となり、温度が T=0 以外の場合には、無限大となる。すなわち、真空中に無限大のエネルギーが存在すると誤った結果を導く。このことは、アルベルト・アインシュタインによって1905年の論文で指摘された。この問題をオランダの物理学者ポール・エーレンフェストは、紫外破綻の問題と呼んだ。

## プランクの公式との関係

### 対応関係
プランクの公式では、エネルギー密度は
{\displaystyle u(\nu ,T)={\frac {8\pi h\nu ^{3}}{c^{3}}}{\frac {1}{e^{h\nu /kT}-1}}}
で与えられる。プランクの公式は高温、または低振動度数で hν<<kT が満たされる場合については、
{\displaystyle u(\nu ,T)\sim {\frac {8\pi \nu ^{2}kT}{c^{3}}}\quad {\biggl (}{\frac {h\nu }{kT}}<<1{\biggr )}}
とレイリー・ジーンズの公式で近似される。また、プランクの公式では、u(ν,T) を全振動数の領域に亘って積分した全エネルギー密度は
{\displaystyle {\frac {U}{V}}=\int _{0}^{\infty }u(\nu ,T)d\nu ={\frac {8\pi ^{5}}{15}}{\frac {(kT)^{4}}{(hc)^{3}}}\varpropto T^{4}}
と有限の値をとる。

### 振動子の統計性
レイリー・ジーンズの公式とプランクの公式のエネルギー密度は両者ともに
{\displaystyle u(\nu ,T)=m(\nu )\langle \epsilon _{\nu }\rangle }
と、電磁波の体積当たりのモード数であるモード密度 m(ν) と振動数 ν の調和振動子の温度 T での平均エネルギー〈εν〉 
の積となっている。モード密度は
{\displaystyle m(\nu )={\frac {8\pi \nu ^{2}}{c^{3}}}}
と共通であるが、レイリー・ジーンズの公式が古典統計力学に基づく
{\displaystyle \langle \epsilon _{\nu }\rangle =kT}
を適用しているのに対し、プランクの公式は光子の量子統計性に基づく
{\displaystyle \langle \epsilon _{\nu }\rangle ={\frac {h\nu }{e^{h\nu /kT}-1}}}
を適用している。

### 光量子と連続極限
量子論の枠組みでは輻射場は量子化された場で表される。電荷や電流が分布しない真空中では、量子化された電磁場の各モードが量子力学的な調和振動子に対応する。この量子力学的な調和振動子は光子を表しており、振動数 ν の光子のエネルギーは
{\displaystyle \epsilon _{\nu }(n)={\biggl (}n+{\frac {1}{2}}{\biggr )}h\nu \quad (n=0,1,2,\cdots )}
という離散的な値をとる。各 n に対応するエネルギー状態は調和振動子の第 n 励起状態であるが、これは輻射場の振動数 ν のモードに n 個の光子が励起した状態である。
n=0 での基底状態でエネルギーは有限の値 hν/2 をとるが、これは零点エネルギーと呼ばれる。観測に掛かるのはエネルギーの基底状態からの差であり、零点エネルギーの効果は以降の議論で無視できる。零点エネルギーを無視すると、振動数 ν のモードの光子は、hν, 2hν, 3hν… という hν の整数倍のエネルギーのみをとる。
温度 T の平衡状態でエネルギーεν(n)=nhν を持つ状態にある確率はボルツマン因子を用いて、
{\displaystyle P(n)={\frac {\exp(-nh\nu /kT)}{\sum _{n=1}^{\infty }\exp {(-nh\nu /kT)}}}={\frac {\exp {(-nh\nu /kT)}}{Z}}}
で与えられることから、その期待値は
{\displaystyle \langle \epsilon _{\nu }\rangle =\sum _{n=1}^{\infty }\epsilon _{\nu }(n)P(n)={\frac {h\nu }{e^{h\nu /kT}-1}}}
となり、プランクの公式を与える結果が得られる。離散的なエネルギーの間隔をゼロとし、エネルギーが連続的であるとする極限 hν → 0 では
{\displaystyle \langle \epsilon _{\nu }\rangle \rightarrow kT}
となり、レイリー・ジーンズの公式を与える結果になる。

## 輻射場のエネルギーと調和振動子
輻射場で満たされた空洞炉内が電荷や電流が存在しない真空であるとする。このとき、電場と磁場は波動方程式を満たし、これは電磁波の伝播を記述する。この電磁波は、波数ベクトル k と偏光の2つの自由度 γ=1,2 で特徴付けられるモードに展開できる。このとき、電磁波のエネルギーは無限個の正準座標{Qk,γ}と正準運動量{Pk,γ}の組を用いて、調和振動子の集まりとして表すことができる。
電場と磁場は、ベクトルポテンシャルによって、記述することができる。クーロンゲージの条件(divA=0)を適用するとベクトルポテンシャル A(r,t) は波動方程式を満たし、
{\displaystyle \mathbf {A} (\mathbf {r} ,t)=\sum _{\mathbf {k} }(\mathbf {A} _{\mathbf {k} }e^{i(\mathbf {k} \cdot \mathbf {r} -\omega _{k}t)}+\mathbf {A} _{\mathbf {k} }^{\ast }e^{-i(\mathbf {k} \cdot \mathbf {r} -\omega _{k}t)})}
と展開できる。但し、A(r,t) には周期境界条件を課したほか、
{\displaystyle \omega _{k}=c|\mathbf {k} |=ck}
とした。一方、空洞炉内の電磁波のエネルギーは電場 E(r,t)、磁場 B(r,t) によって
{\displaystyle {\begin{aligned}U&={\frac {1}{2}}\int \left\{\epsilon _{0}\mathbf {E} ^{2}(\mathbf {r} ,t)+{\frac {1}{\mu _{0}}}\mathbf {B} ^{2}(\mathbf {r} ,t)\right\}d^{3}\mathbf {r} \\&=2\epsilon _{0}V\sum _{\mathbf {k} }\omega _{k}^{\,2}(\mathbf {A} _{\mathbf {k} }\cdot \mathbf {A} _{\mathbf {k} }^{\ast })\end{aligned}}}
で与えられる。ここで実の正準変数 Qk(t), Pk(t) の組を
{\displaystyle {\begin{aligned}\mathbf {Q} _{\mathbf {k} }(t)&={\sqrt {\epsilon _{0}V}}(\mathbf {A} _{\mathbf {k} }e^{-i\omega _{k}t}+\mathbf {A} _{\mathbf {k} }^{\ast }e^{i\omega _{k}t})\\\mathbf {P} _{\mathbf {k} }(t)&={\dot {\mathbf {Q} }}_{\mathbf {k} }(t)\\&=-i\omega _{\mathbf {k} }{\sqrt {\epsilon _{0}V}}(\mathbf {A} _{\mathbf {k} }e^{-i\omega _{k}t}-\mathbf {A} _{\mathbf {k} }^{\ast }e^{i\omega _{k}t})\end{aligned}}}
で導入すると、U をこれらの正準変数で書き表したハミルトニアン H として
{\displaystyle {\begin{aligned}H&=\sum _{\mathbf {k} }H_{\mathbf {k} }\\&=\sum _{\mathbf {k} }{\frac {1}{2}}(\mathbf {P} _{\mathbf {k} }^{\,2}(t)+\omega _{k}^{\,2}\mathbf {Q} _{\mathbf {k} }^{\,2}(t))\end{aligned}}}
が得られる。Hk は調和振動子のハミルトニアンそのものである。
クーロンゲージの条件から波数ベクトル k は Ak と垂直である。 k に垂直で、互いに直交する2つの単位ベクトル ek,1, ek,2 を取れば、Akは
{\displaystyle \mathbf {A} _{\mathbf {k} }=\sum _{\gamma =1,2}A_{\mathbf {k} ,\gamma }\mathbf {e} _{\mathbf {k} ,\gamma }}
と偏光の2自由度に対応する形に展開できる。Qk(t), Pk(t)についても、同様に ek,γで展開できる。その係数を Qk,γ(t), Pk,γ(t) とすれば、これらも正準変数である。ハミルトニアンは最終的に
{\displaystyle {\begin{aligned}H&=\sum _{\mathbf {k} ,\gamma }H_{\mathbf {k} ,\gamma }\\&=\sum _{\mathbf {k} ,\gamma }{\frac {1}{2}}(P_{\mathbf {k} ,\gamma }^{\,2}(t)+\omega _{k}^{\,2}Q_{\mathbf {k} ,\gamma }^{\,2}(t))\end{aligned}}}
となるが、これは波数ベクトル k と偏光の2つの自由度 γ=1,2 で特徴付けられる調和振動子の集まりである。

### 注
1. ↑  u(ν,T) と u(λ,T) は u(ν,T)dν=−u(λ,T)dλ  の関係にある。
2. ↑  一次元調和振動子では、運動エネルギーに 1/2kT、ポテンシャルエネルギーに 1/2kT が等分配され、合わせて kT となる。より具体的には、一般化座標 q と一般化運動量 p により、運動エネルギーは ap2、ポテンシャルエネルギーは bq2 の形で表すことができ、エネルギー ε=ap2+bq2 の熱平均〈ε〉は
{\displaystyle \langle \epsilon \rangle =\langle ap^{2}\rangle +\langle bq^{2}\rangle ={\frac {1}{2}}kT+{\frac {1}{2}}kT=kT}
となる。
3. ↑  電場と磁場はベクトルポテンシャルと、
{\displaystyle \mathbf {E} (\mathbf {r} ,t)={\frac {\partial }{\partial t}}\mathbf {A} (\mathbf {r} ,t),\quad \mathbf {B} (\mathbf {r} ,t)=\nabla \times \mathbf {A} (\mathbf {r} ,t)}
の関係にある。
4. ↑  
ハミルトンの運動方程式の一つ
{\displaystyle {\dot {\mathbf {Q} }}_{\mathbf {k} }={\frac {\partial H_{\mathbf {k} }}{\partial \mathbf {P} _{\mathbf {k} }}}}
は
{\displaystyle {\dot {\mathbf {Q} }}_{\mathbf {k} }=\mathbf {P} _{\mathbf {k} }}
に一致する。ハミルトンの運動方程式のもう一つ
{\displaystyle {\dot {\mathbf {P} }}_{\mathbf {k} }=-{\frac {\partial H_{\mathbf {k} }}{\partial \mathbf {Q} _{\mathbf {k} }}}}
から調和振動子の満たす微分方程式
{\displaystyle {\ddot {\mathbf {Q} }}_{\mathbf {k} }+\omega _{k}^{\,2}\mathbf {Q} _{\mathbf {k} }=0}
が得られる。

### 書籍
- 天野清『量子力学史』中央公論社〈自然選書〉、1973年。
- 小出昭一郎『物理現象のフーリエ解析』東京大学出版会〈UP応用数学選書 4〉、1981年。ISBN 978-4130640640。
- E.シュポルスキー『原子物理学 I (増訂新版)』玉木英彦 他 (翻訳)、東京図書、1985年。ISBN 978-4489001451。
- 武谷三男『量子力学の形成と論理  I 原子模型の形成』勁草書房、1972年。ISBN 978-4326700035。
- 朝永振一郎『量子力学 I』（第2版）みすず書房〈物理学大系―基礎物理篇〉、1969年。ISBN 978-4622025511。
- 藤原邦男、兵頭俊夫『熱学入門 ミクロからマクロへ』東京大学出版会、1995年。ISBN 978-4130626019。
- 牟田泰三『電磁力学』岩波書店〈現代物理学叢書〉、2001年。ISBN 978-4000067522。
- 物理学史研究刊行会 編『熱輻射と量子』東海大学出版会〈物理学古典論文叢書〉、1970年。ISBN 978-4486001119。; 熱輻射の古典的論文の邦訳を収録した論文選集。L. Rayleigh (1900)やJ. H. Jeans (1905)を収める。
- Thomas S. Kuhn (1987), Black-Body Theory and the Quantum Discontinuity, 1894-1912, University of Chicago Press (reprint), ISBN 978-0226458007

### 原論文
- A. Einstein (1905), “Über einen die Erzeugung und Verwandlung des Lichtes betreffenden heuristischen Gesichtspunkt”, Annalen der Physik, Ser. 4 322:  132, doi:10.1002/andp.19053220607
- L. Rayleigh (1900), “Remarks upon the Law of Complete Radiation”, Phil. Mag. 49:  539, doi:10.1080/14786440009463878
- L. Rayleigh (1905), “The Dynamical Theory of Gases and of Radiation”, Nature 72:  54, doi:10.1038/072054c0
- J. H. Jeans (1905), “On the partition of energy between matter and Aether”, Phil. Mag. 10:  91, doi:10.1080/14786440509463348
- P. Ehrenfest (1911), “Welche Züge der Lichtquantenhypothese spielen in der Theorie der Wärmestrahlung eine wesentliche Rolle?”, Annalen der Physik 341:  91, doi:10.1002/andp.19113411106